# Eurypon spinispinosum
Eurypon spinispinosum är en svampdjursart som först beskrevs av Topsent 1904.  Eurypon spinispinosum ingår i släktet Eurypon och familjen Raspailiidae. Inga underarter finns listade i Catalogue of Life.